# 唐吉祥
唐吉祥（1370年—？），字彥禎，直隸徽州府歙縣人，民籍，明朝政治人物。進士出身。

## 生平
府學生，應天府鄉試第八名。建文二年（1400年）庚辰科會試第七十八名，殿試登進士三甲。

## 家族
曾祖唐清之、祖父唐達甫，父亲唐能。